# Markus Höttinger

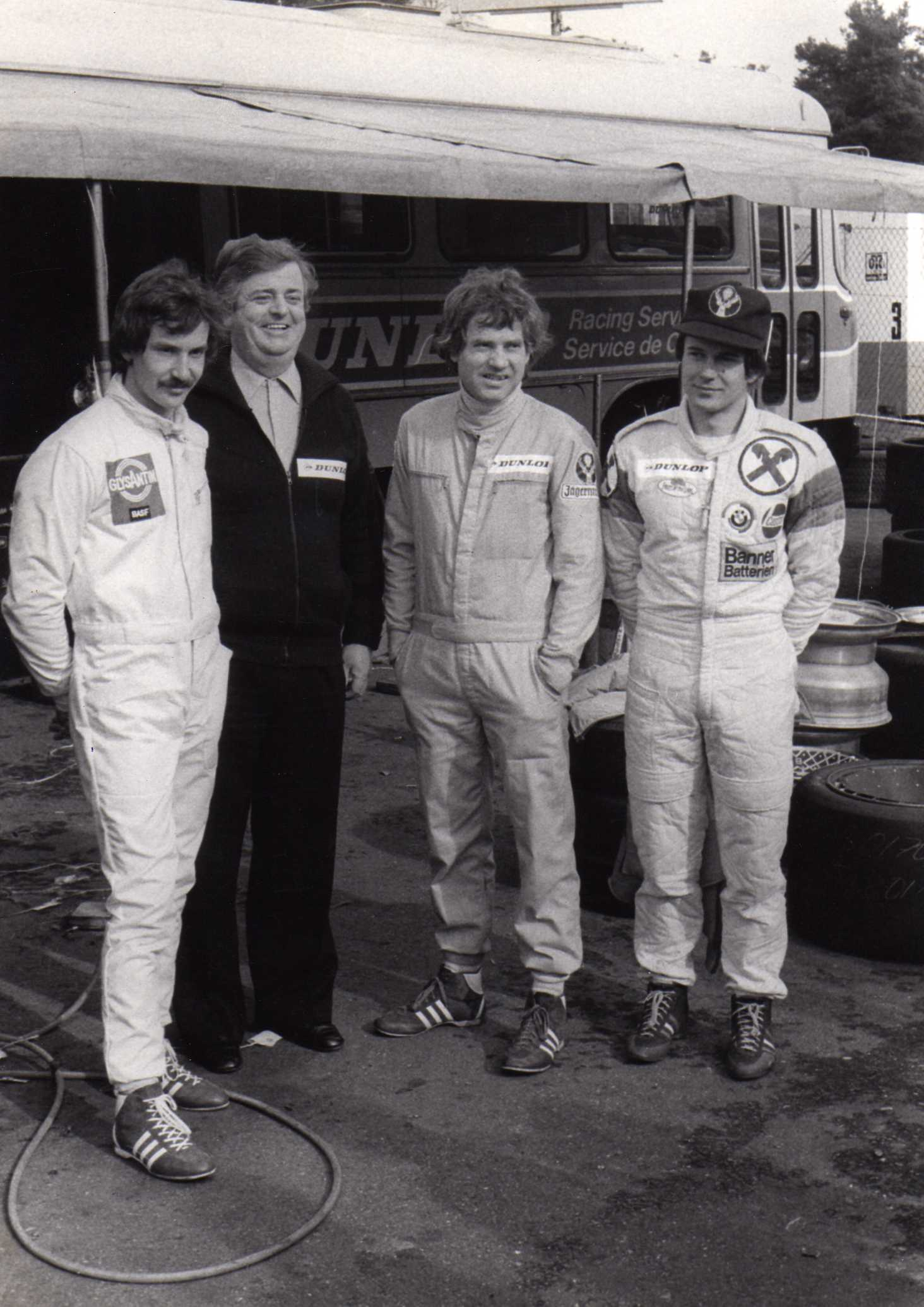
Von links nach rechts: Die GS-Tuning-Fahrer im Jahre 1979, Hans-Georg Bürger, Teamchef Gerhard Schneider, Eckhard Schimpf und Markus Höttinger

Markus Höttinger (* 28. Mai 1956 in Neunkirchen; † 13. April 1980 in Heidelberg) war ein österreichischer Automobilrennfahrer, der während eines Rennens zur Formel-2-Europameisterschaft auf dem Hockenheimring tödlich verunglückte.

## Karriere
Nachdem Höttinger 1977 den Renault-5-Cup gewonnen hatte, wurde Helmut Marko auf ihn aufmerksam und förderte den Nachwuchsrennfahrer. Kurz darauf interessierte sich auch BMW-Motorsportchef Jochen Neerpasch für den jungen Österreicher und verpflichtete ihn als Ersatz für Eddie Cheever beim 1000-km-Rennen in Kyalami. Höttinger wurde zusammen mit seinem Teamkollegen Dritter und empfahl sich für ein Cockpit in der Deutschen Rennsport-Meisterschaft, das er 1978 erhielt. In seiner Debütsaison wurde er Vierter in der Gesamtwertung. 1979 war er neben seinem Engagement in der Deutschen Rennsport-Meisterschaft auch in der Formel 2 aktiv, wo er bei einigen Rennen startete. 
1980 wechselte der Österreicher in der Formel 2 zum Maurer-Team, das mit BMW-Motoren fuhr. Höttinger startete mit großen Erwartungen in die Saison, doch beim ersten Rennen in Thruxton fiel er durch einen Motorschaden bereits in der ersten Runde aus. Eine Woche später, beim Formel-2-Rennen auf dem Hockenheimring, verunglückte Höttinger tödlich. Der vor ihm fahrende Derek Warwick verlor bei einem Unfall das rechte Hinterrad seines Rennwagens. Das Rad flog über die Strecke und traf Höttinger am Kopf. Höttinger wurde mit dem Rettungshubschrauber ins Universitätsklinikum Heidelberg geflogen, wo die Ärzte nur noch seinen Tod feststellen konnten. Der Unfall weist Parallelen zu dem von Henry Surtees 2009 auf. 
Höttinger, der in seiner Heimat als großes Motorsporttalent galt, hätte beim vier Monate später ausgetragenen Grand Prix in Österreich sein Formel-1-Debüt geben sollen.

## Statistik

### Einzelergebnisse in der Sportwagen-Weltmeisterschaft
| Saison | Team                         | Rennwagen | 1   | 2   | 3   | 4   | 5   | 6   | 7   | 8   | 9   | 10  | 11  | 12  | 13  |
| ------ | ---------------------------- | --------- | --- | --- | --- | --- | --- | --- | --- | --- | --- | --- | --- | --- | --- |
| 1978   | BMW Faltz Osella BMW Austria | BMW 320   | DAY | SEB | MUG | TAL | DIJ | SIL | NÜR | LEM | MIS | DAY | WAT | VAL | ROD |
| 1978   | BMW Faltz Osella BMW Austria | BMW 320   |     |     |     |     |     |     | 6   |     | DNF |     | DNF | DNF |     |